# Coenosia mixta
Coenosia mixta är en tvåvingeart som beskrevs av Johann Andreas Schnabl 1911. Coenosia mixta ingår i släktet Coenosia och familjen husflugor. Inga underarter finns listade i Catalogue of Life.